# کلیسای سورپ سرکیس
کلیسای سورپ سرکیس مربوط به سدهٔ ۹ ه‍.ق است و در شمال غربی شهر خوی، در میدان قمسال واقع شده است. این اثر در تاریخ ۱ فروردین ۱۳۴۷ با شمارهٔ ثبت ۸۲۲ به‌عنوان یکی از آثار ملی ایران به ثبت رسیده‌است.
تاریخ ساخته شدن این بنا به دو دوره متفاوت در سده چهارم میلادی نسبت داده می‌شود اما تعمیراتی اساسی در دوره صفویه بر روی آن انجام شده‌است و شکل فعلی کلیسا محصول آن است.
سرکیس گابادوکیان، از مبلغان آیین مسیحت در قرن سوم میلادی و در زمان شاپور ساسانی بود که به دست وی کشته شد. کلیسای منتسب به سرکیس مقدس، یادگار قرن چهارم میلادی است و پلانی مستطیل شکل دارد و طرحش متأثر از معابد زرتشتی ایرانی است. 